# Pol geogràfic

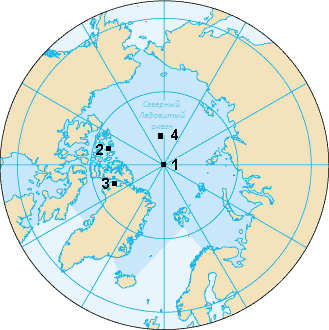
Mapa del pol nord. Representa el pol nord geogràfic (nord veritable) (1), el pol magnètic nord (2), el pol geomagnètic nord (3), el pol nord d’inaccessibilitat (84 ° 03’N, 174 ° 51’W) (4).

Diagrama que mostra l'esfera celeste amb eclíptica i equinoccis

Un pol geogràfic és qualsevol dels dos punts fixes a la superfície d'un cos en rotació o planeta, a noranta graus de l'equador, basant-se en l'eix de rotació sobre el qual gira el cos.
Els pols geogràfics de la Terra se situen on el seu eix de rotació talla la seva superfície. El pol nord geogràfic es troba a l'oceà Àrtic mentre que el pol sud geogràfic es troba a l' Antàrtida. A l'hora de la navegació, els pols geogràfics nord i sud són el mateix que el nord i sud veritables.
Dins l'àmbit de la cartografia, els pols geogràfics serveixen de punt de mesura absolut. No se'ls ha de confondre amb els pols magnètics, o els pols geomagnètics que existeixen a la Terra o que també poden existir en un altre planeta o cos de l'univers.

## Oscil·lació mitjana del pol geogràfic
El moviment de l'eix de rotació de la terra en relació amb l'escorça té tres components principals. Una oscil·lació lliure amb un període d’uns 435 dies (oscil·lació o moviment de Chandler) i una oscil·lació anual forçada pel desplaçament estacional de les masses d’aire i d’aigua, batent les unes amb les altres, en són la causa impulsora del moviment on l'eix té una deriva mitjana irregular en direcció a 80 graus oest. Com que la cartografia requereix de coordenades exactes i inalterables, les ubicacions mitjanes dels pols geogràfics es prenen com a pols cartogràfics fixos i es converteixen en els punts on convergeixen els meridians.